# Justicia adhatoda
Justicia adhatoda, vulgarmente conhecida como adulsa, adhatoda, vasa, ou vasaka, é uma planta medicinal nativa da Ásia, amplamente utilizada nos sistemas de medicina Siddha, Ayurvédica, Homeopatia e Unani .
A planta cresce em toda uma região que inclui o Sri Lanka, Nepal, Bangladesh, Índia, Paquistão, Indonésia, Malásia e China, bem como o Panamá, onde acredita-se ter sido introduzida.